# Khoa học thực phẩm
Khoa học thực phẩm là phần khoa học cơ bản và khoa học ứng dụng thực phẩm; phạm vi của nó bắt đầu trùng lặp với khoa học nông nghiệp và dinh dưỡng và dẫn qua các khía cạnh khoa học về an toàn thực phẩm và chế biến thực phẩm, tạo tiền đề cho sự phát triển của công nghệ thực phẩm. Viện Công nghệ Thực phẩm của Mỹ định nghĩa khoa học thực phẩm là "ngành học trong đó khoa học kỹ thuật, sinh học và vật lý được sử dụng để nghiên cứu bản chất của thực phẩm, nguyên nhân của sự hư hỏng, nguyên tắc chế biến thực phẩm và cải thiện thực phẩm để tiêu thụ công cộng". Sách giáo khoa Food Science định nghĩa khoa học thực phẩm theo nghĩa đơn giản là "ứng dụng khoa học cơ bản và kỹ thuật để nghiên cứu bản chất vật lý, hóa học và sinh hóa của thực phẩm và các nguyên tắc chế biến thực phẩm".
Hoạt động của các nhà công nghệ thực phẩm bao gồm phát triển các sản phẩm thực phẩm mới, thiết kế các quy trình sản xuất các loại thực phẩm này, lựa chọn nguyên liệu đóng gói, nghiên cứu thời hạn sử dụng, đánh giá cảm quan của sản phẩm bằng bảng khảo sát hoặc người tiêu dùng tiềm năng, cũng như thử nghiệm vi sinh và hóa học. Các nhà khoa học thực phẩm có thể nghiên cứu các hiện tượng cơ bản hơn có liên quan trực tiếp đến việc sản xuất các sản phẩm thực phẩm và tính chất của nó.
Khoa học thực phẩm tập hợp nhiều ngành khoa học khác nhau. Nó kết hợp các khái niệm từ các lĩnh vực như hóa học, vật lý, sinh lý học, vi sinh, hóa sinh. Công nghệ thực phẩm kết hợp các khái niệm từ kỹ thuật hóa học, ví dụ.

## Phân ngành
Một số phân ngành của khoa học thực phẩm được mô tả dưới đây.

### Hóa học thực phẩm
Hóa học thực phẩm là nghiên cứu các quá trình hóa học và tương tác của tất cả các thành phần sinh học và phi sinh học của thực phẩm. Các chất sinh học bao gồm các mặt hàng như thịt, thịt gia cầm, rau diếp, bia và sữa làm ví dụ. Nó tương tự như hóa sinh trong các thành phần chính của nó như carbohydrate, lipid và protein, nhưng nó cũng bao gồm các lĩnh vực như nước, vitamin, khoáng chất, enzyme, phụ gia thực phẩm, hương vị và màu sắc. Kỷ luật này cũng bao gồm cách các sản phẩm thay đổi theo các kỹ thuật chế biến thực phẩm nhất định và cách để tăng cường hoặc ngăn chặn chúng xảy ra.

#### Hóa lý thực phẩm
Hóa lý thực phẩm là nghiên cứu về cả tương tác vật lý và hóa học trong thực phẩm theo nguyên tắc vật lý và hóa học áp dụng cho hệ thống thực phẩm, cũng như ứng dụng các kỹ thuật và dụng cụ hóa lý để nghiên cứu và phân tích thực phẩm.

### Kỹ thuật thực phẩm

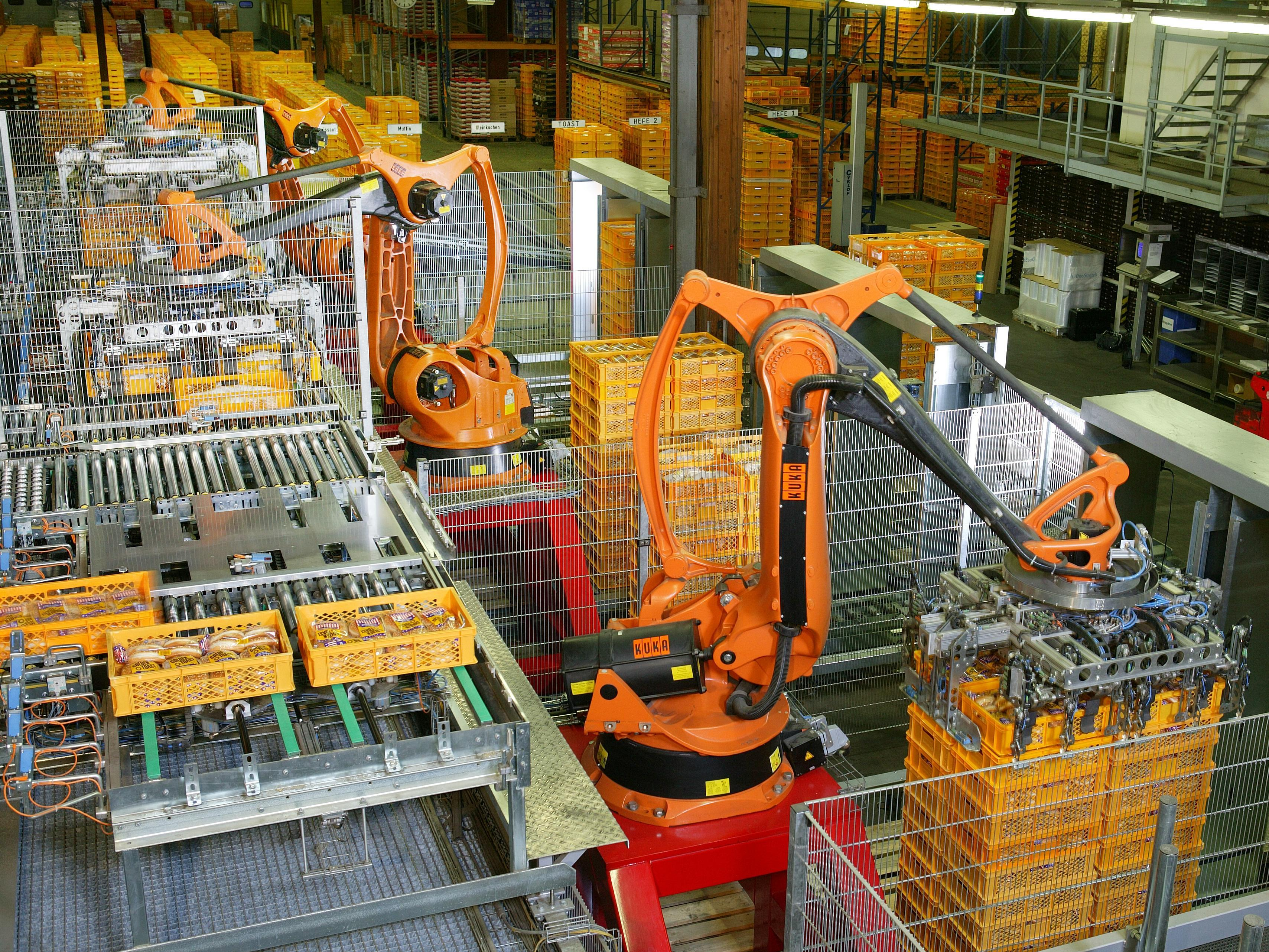
Một nhà máy pizza ở Đức, một ví dụ về kỹ thuật thực phẩm

Kỹ thuật thực phẩm là các quy trình công nghiệp được sử dụng để sản xuất thực phẩm.

### Vi sinh thực phẩm

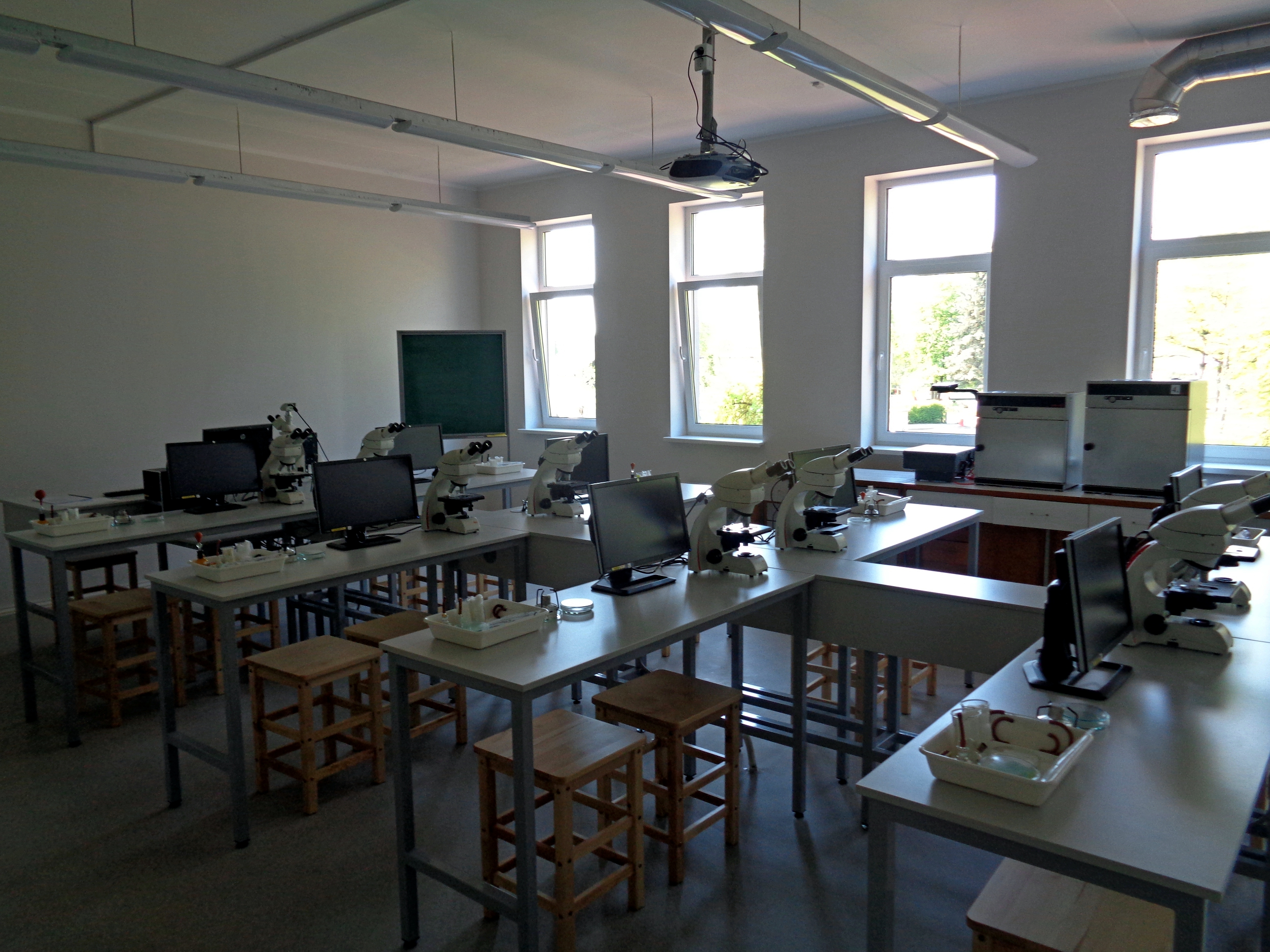
Phòng thí nghiệm vi sinh thực phẩm tại Khoa Công nghệ Thực phẩm, Đại học Khoa học và Công nghệ Đời sống Latvia.

Vi sinh thực phẩm là ngành nghiên cứu về các vi sinh vật cư trú, tạo ra hoặc làm ô nhiễm thực phẩm, bao gồm cả nghiên cứu vi sinh vật gây hư hỏng thực phẩm. Tuy nhiên, vi khuẩn "tốt", chẳng hạn như chế phẩm sinh học, ngày càng trở nên quan trọng trong khoa học thực phẩm. Ngoài ra, vi sinh vật rất cần thiết cho việc sản xuất thực phẩm như phô mai, sữa chua, bánh mì, bia, rượu và các thực phẩm lên men khác.

### Công nghệ thực phẩm
Công nghệ thực phẩm là khía cạnh công nghệ của sản xuất và bảo quản thực phẩm. Nghiên cứu khoa học sớm về công nghệ thực phẩm tập trung vào bảo quản thực phẩm. Sự phát triển của Nicolas Appert vào năm 1810 trong quá trình đóng hộp là một sự kiện quyết định. Quá trình không được gọi là đóng hộp sau đó và Appert không thực sự biết nguyên tắc mà quy trình của mình hoạt động, nhưng đóng hộp có ảnh hưởng lớn đến kỹ thuật bảo quản thực phẩm.

### Ẩm thực phân tử
Ẩm thực phân tử là một phân ngành của khoa học thực phẩm nhằm tìm cách điều tra các biến đổi vật lý và hóa học của các thành phần xảy ra trong nấu ăn. Chương trình của nó bao gồm ba trục, vì nấu ăn được công nhận có ba thành phần, đó là xã hội, nghệ thuật và kỹ thuật.

### Kiểm soát chất lượng

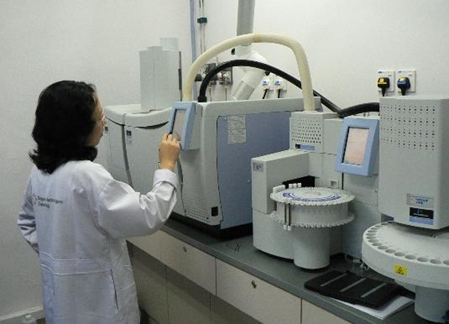
Một kỹ thuật viên thực hiện kiểm soát chất lượng

Kiểm soát chất lượng liên quan đến các nguyên nhân, phòng ngừa và giao tiếp đối phó với bệnh do thực phẩm.
Kiểm soát chất lượng cũng đảm bảo rằng sản phẩm đáp ứng thông số kỹ thuật để đảm bảo khách hàng nhận được những gì họ mong đợi từ bao bì đến các đặc tính vật lý của chính sản phẩm.

### Phân tích cảm quan
Phân tích cảm quan là nghiên cứu về cách cảm nhận của người tiêu dùng đối với thực phẩm.